# يو إف سي 153
يو إف سي 153: سيلفا ضد بونار (بالإنجليزية: UFC 153: Silva vs. Bonnar)‏ هو حدث لفنون القتال المختلطة نظمته يو إف سي، أُقيم في 13 أكتوبر 2012، على صالة إتش إس بي سي في ريو دي جانيرو، البرازيل.